# Coupe d'Afrique des nations de tennis
La Coupe d'Afrique des nations de tennis est une compétition de tennis organisée par la Confédération africaine de tennis.
La compétition compte 15 éditions en 2018.

## Histoire
La compétition connaît une interruption de cinq ans avant son retour en 2005.

## Éditions
| Édition     | Année | Ville hôte                       | Date                  |
| ----------- | ----- | -------------------------------- | --------------------- |
| 1re édition | 1973  | Khartoum, Soudan                 | décembre 1973         |
| 2e édition  | 1974  | Le Caire, Égypte                 | 1974                  |
| 3e édition  | 1986  |                                  |                       |
| 4e édition  | 1999  |                                  |                       |
| 5e édition  | 2000  |                                  |                       |
| 6e édition  | 2005  | Tunis, Tunisie                   | 6 - 12 novembre 2005  |
| 7e édition  | 2006  | Tunis, Tunisie                   | 5 - 11 novembre 2006  |
| 8e édition  | 2007  | Rabat, Maroc                     | 20 - 26 janvier 2008  |
| 9e édition  | 2008  | Casablanca, Maroc                | 9 - 16 novembre 2008  |
| 10e édition | 2009  | Le Caire, Égypte                 | 8 - 15 novembre 2009  |
| 11e édition | 2010  | Tripoli, Libye                   | 8 - 14 novembre 2010  |
| 12e édition | 2012  | Dakar, Sénégal                   | 5 - 11 novembre 2012  |
| 13e édition | 2014  | Brazzaville, République du Congo | 10 - 14 novembre 2014 |
| 14e édition | 2016  | Nairobi, Kenya                   | 7 - 13 novembre 2016  |
| 15e édition | 2018  | Gaborone, Botswana               | 5 - 10 novembre 2018  |
| 16e édition | 2021  | Tunis, Tunisie                   | 8 - 14 novembre 2021  |

## Résultats masculins

### Simple messieurs
| Édition          | Or                            | Argent                           | Bronze                                       |
| ---------------- | ----------------------------- | -------------------------------- | -------------------------------------------- |
| Khartoum 1973    | Thompson Onibokun (NGA)       |                                  |                                              |
| Tunis 2005       | Lamine Ouahab (ALG)           | Malek Jaziri (TUN)               | Wael Kilani (TUN) Abdelhak Hameurlaine (ALG) |
| Tunis 2006       | Slimane Saoudi (ALG)          | Mehdi Ziadi (MAR)                | -                                            |
| Rabat 2007       | Lamine Ouahab (ALG)           | Yassine Idmbarek (MAR)           | Raven Klaasen (RSA)                          |
| Casablanca 2008  | Sherif Sabry (EGY)            | Mehdi Ziadi (MAR)                | Walid Jallali (TUN)                          |
| Le Caire 2009    | Malek Jaziri (TUN)            | Haithem Abid (TUN)               | Reda El Amrani (MAR)                         |
| Tripoli 2010     | Mohamed Safwat (EGY)          | Malek Jaziri (TUN)               | Mohamed Maamoun (EGY)                        |
| Dakar 2012       | Mohamed Safwat (EGY)          | Sherif Sabry (EGY)               | Younes Rachidi (MAR)                         |
| Brazzaville 2014 | Denis Indondo Ilongembe (COD) | Joël Meda (BUR)                  | Gueninle Abdoul Karim Ouattara (CIV)         |
| Nairobi 2016     | Amine Ahouda (MAR)            | Moez Echargui (TUN)              |                                              |
| Gaborone 2018    | Anas Fattar (MAR)             | Mehluli Don Ayanda Sibanda (ZIM) | Yassir Kilani (MAR)                          |

### Double messieurs
| Édition          | Or                                                                      | Argent                                        | Bronze       |
| ---------------- | ----------------------------------------------------------------------- | --------------------------------------------- | ------------ |
| Tunis 2005       | Algérie Lamine Ouahab Abdelhak Hameurlaine                              | Maroc Malek Jaziri Fares Zaier                | Non décernée |
| Tunis 2006       | Maroc Anas Fattar Mehdi Ziadi                                           | Algérie Slimane Saoudi Abdelhak Hameurlaine   | Non décernée |
| Rabat 2007       | Maroc Rabie Chaki Reda El Amrani                                        | Maroc ?                                       | Non décernée |
| Casablanca 2008  | Égypte Sherif Sabry Karim Maamoun                                       | Tunisie Malek Jaziri Heithem Abid             | Non décernée |
| Le Caire 2009    | Maroc Reda El Amrani Rabie Chaki                                        | Tunisie Malek Jaziri Heithem Abid             | Non décernée |
| Tripoli 2010     | Égypte Mohamed Safwat Karim Maamoun                                     | Yassine Idembarek (MAR) Mohamed Maamoun (EGY) | Non décernée |
| Dakar 2012       | Égypte Mohamed Safwat Sherif Sabry                                      | Maroc Mehdi Ziadi Younes Rachidi              | Non décernée |
| Brazzaville 2014 | République démocratique du Congo Denis Indondo Ilongembe Bessombi Toubi | Cameroun Augustin Ntouba Étienne Teboh        | Non décernée |
| Nairobi 2016     | Tunisie Mohamed Ali Bellanouna Moez Echargui                            | Kenya Ismael Mzai Changawa Ibrahim Kibet Yego | Non décernée |
| Gaborone 2018    | Maroc Amine Ahouda Anas Fattar                                          | Kenya Ismael Mzai Changawa Ibrahim Kibet Yego | Non décernée |

### Equipes messieurs
| Édition          | Or                                                                                    | Argent                                                               | Bronze                                                   |
| ---------------- | ------------------------------------------------------------------------------------- | -------------------------------------------------------------------- | -------------------------------------------------------- |
| Casablanca 2008  | Maroc Mehdi Ziadi Talal Ouahabi Reda El Amrani                                        | Égypte Sherif Sabry Karim Maamoun                                    | Tunisie Malek Jaziri Oualid Jallali Heithem Abid         |
| Le Caire 2009    | Maroc Reda El Amrani Rabie Chaki Yassine Idembarek                                    | Tunisie Malek Jaziri Heithem Abid Ahmed Triki                        | -                                                        |
| Tripoli 2010     | Égypte Mohamed Safwat Karim Maamoun Karim Mohamed Maamoun                             | Tunisie Malek Jaziri Slim Hamza Ameur Ben Hassen                     | Maroc                                                    |
| Dakar 2012       | Égypte Mohamed Safwat Sherif Sabry Karim Maamoun                                      | Maroc Mehdi Ziadi Younes Rachidi Yassine Idembarek                   | Sénégal Salif Kanté Daouda Ndiaye Omar Kâ                |
| Brazzaville 2014 | République démocratique du Congo Denis Indondo Ilongembe Bessombi Toubi Arnold Ikondo | Côte d'Ivoire Gueninle Abdoul Karim Ouattara Kouadio Guillaume Koffi | Burkina Faso Joël Meda Namalyir Dabira Jonas Kanguembega |
| Nairobi 2016     | Maroc Amine Ahouda Mehdi Jdi Yassine Idmbarek                                         | Tunisie                                                              | -                                                        |
| Gaborone 2018    | Maroc                                                                                 | Kenya                                                                | Gabon                                                    |

## Résultats féminins

### Simple dames
| Édition          | Or                               | Argent                       | Bronze                                       |
| ---------------- | -------------------------------- | ---------------------------- | -------------------------------------------- |
| Khartoum 1973    | Jane Davies-Doxzon (KEN)         |                              |                                              |
| Le Caire 1974    |                                  |                              | Dorothy Njeuma (CMR)                         |
| Tunis 2005       | Selima Sfar (TUN)                | Bahia Mouhtassine (MAR)      | Samia Medjahdi (ALG) Lizaan Du Plessis (RSA) |
| Tunis 2006       | Bahia Mouhtassine (MAR)          | Samia Medjahdi (ALG)         | -                                            |
| Rabat 2007       | Lamia Essaadi (MAR)              | Habiba Ifrakh (MAR)          | Fatima-Zahra El Allami (MAR)                 |
| Casablanca 2008  | Lamia Essaadi (MAR)              | Fatima-Zahra El Allami (MAR) | Nadia Lalami (MAR)                           |
| Le Caire 2009    | Fatima-Zahra El Allami (MAR)     | Ons Jabeur (TUN)             | Nadia Lalami (MAR)                           |
| Tripoli 2010     | Fatima-Zahra El Allami (MAR)     | Lina Bennani (MAR)           | Ola Abou Zekry (EGY)                         |
| Dakar 2012       | Ons Jabeur (TUN)                 | Mai El Kamash (EGY)          | Fatima-Zahra El Allami (MAR)                 |
| Brazzaville 2014 | Catina Johnson Gamo Kamdem (CMR) | Flore-Jeannette Mamo (CMR)   | Grace Denga (CGO)                            |
| Nairobi 2016     | Chiraz Bechri (TUN)              | Rita Atik (MAR)              |                                              |
| Gaborone 2018    | Chiraz Bechri (TUN)              | Angela Okutoyi (KEN)         | Lina Qostal (MAR)                            |

### Double dames
| Édition          | Or                                                        | Argent                                   | Bronze       |
| ---------------- | --------------------------------------------------------- | ---------------------------------------- | ------------ |
| Tunis 2005       | Afrique du Sud Alicia Pillay Lizaan Du Plessis            | Maroc Bahia Mouhtassine Habiba Ifrakh    | Non décernée |
| Tunis 2006       | Madagascar Natacha Randriantefy Seheno Razafindramaso     | Maurice Marinne Giraud Astrid Tixier     | Non décernée |
| Rabat 2007       | Maroc Lamia Essaadi Fatima-Zahra El Allami                | Maroc ?                                  | Non décernée |
| Casablanca 2008  | Maroc Fatima-Zahra El Allami Nadia Lalami                 | Maroc Habiba Ifrakh Lina Bennani         | Non décernée |
| Le Caire 2009    | Maroc Fatima-Zahra El Allami Nadia Lalami                 | Égypte Ola Abou Zekry Rana Sherif Ahmed  | Non décernée |
| Tripoli 2010     | Maroc Fatima-Zahra El Allami Lina Bennani                 | Égypte Ola Abou Zekry Magy Aziz          | Non décernée |
| Dakar 2012       | Maroc Fatima-Zahra El Allami Nadia Lalami                 | Égypte Mai El Kamash Sandra Samir        | Non décernée |
| Brazzaville 2014 | Cameroun Catina Johnson Gamo Kamdem Caroline Axelle Nguié | Cameroun Carine Mago Flore Mamo          | Non décernée |
| Nairobi 2016     | Maroc Rita Atik Diae El Jardi                             | Tunisie Ferdaous Bahri Chiraz Bechri     | Non décernée |
| Gaborone 2018    | Tunisie Ferdaous Bahri Chiraz Bechri                      | Mouna Bouzgarrou (TUN) Lina Qostal (MAR) | Non décernée |

### Equipes dames
| Édition          | Or                                                      | Argent                                                 | Bronze                                           |
| ---------------- | ------------------------------------------------------- | ------------------------------------------------------ | ------------------------------------------------ |
| Casablanca 2008  | Maroc Fatima-Zahra El Allami Lamia Essaadi Nadia Lalami | Tunisie Ons Jabeur Nour Abbès Sonia Daggou             | Algérie Essia Halou Yasmine El Kayma Houda Yasri |
| Le Caire 2009    | Tunisie Ons Jabeur Nour Abbès Sonia Daggou              | Maroc Fatima-Zahra El Allami Nadia Lalami Lina Bennani |                                                  |
| Tripoli 2010     | Maroc Fatima-Zahra El Allami Lina Bennani               | Égypte Magy Aziz Ola Abou Zekry                        | Tunisie Libye                                    |
| Dakar 2012       | Tunisie Ons Jabeur Nour Abbès Sonia Daggou              | Maroc Fatima-Zahra El Allami Nadia Lalami Lina Qostal  | Égypte                                           |
| Brazzaville 2014 | Non disputée                                            | Non disputée                                           | Non disputée                                     |
| Nairobi 2016     | Maroc Diae El Jardi Rita Atik Lilya Hadab               | Tunisie                                                | -                                                |
| Gaborone 2018    | Maroc                                                   | Tunisie                                                | Kenya                                            |

## Résultats mixtes

### Double mixte
| Édition       | Or                                        | Argent                        | Bronze |
| ------------- | ----------------------------------------- | ----------------------------- | ------ |
| Khartoum 1973 | Kenya Jane Davies-Doxzon Shaffique Cockar |                               |        |
| Le Caire 1974 |                                           | Cameroun Onana Dorothy Njeuma |        |

### Equipes mixtes
| Édition    | Or                                                                     | Argent                                                                     | Bronze       |
| ---------- | ---------------------------------------------------------------------- | -------------------------------------------------------------------------- | ------------ |
| Tunis 2005 | Tunisie Malek Jaziri Wael Kilani Selima Sfar Olfa Dhaoui               | Algérie Lamine Ouahab Abdelhak Hameurlaine Samia Medjahdi Assia Halo       | Non décernée |
| Tunis 2006 | Maroc Mehdi Ziadi Anas Fattar Fatima-Zahra El Allami Bahia Mouhtassine | Algérie Slimane Saoudi Abdelhak Hameurlaine Sarah Meghoufel Samia Medjahdi | Non décernée |
| Rabat 2007 | Maroc Reda El Amrani Lamia Essaadi Rabie Chaki Fatima-Zahra El Allami  | Algérie Abdelhak Hamerlaine Yassmine El Kaima Lamine Ouahab Samia Medjahdi | Non décernée |